# Praga 7
Praga 7, anteriormente conocido como Distrito Municipal Praga 7 (en checo: Městská část Praha 7), es un distrito municipal de Praga, República Checa. El distrito administrativo (správní obvod) del mismo nombre comprende los barrios de Letná, Holešovice, Bubny, Bubeneč, Troja y una pequeña parte de Liben.
Es uno de los distritos más pequeños de Praga y se extiende a lo largo de la orilla izquierda del río Moldava, lo que representa una extensión tranquila del centro de Praga. En la parte norte se encuentra Troja con el famoso Zoológico de Praga. El distrito está conectado con la línea C del metro que llega al centro de la ciudad.
En Praga 7 se encuentra el estadio del famoso club de fútbol checo AC Sparta, el centro cultural DOX y el antiguo centro de comercio justo Veletržní palác. Los parques de Stromovka y Letná son dos de los más grandes de la capital.